# プロジェクト・セルポ
プロジェクト・セルポ（Project Serpo）は、1960年代にアメリカ合衆国政府が秘密裏に行ったとUFO研究家らが嫌疑を掛けている極秘計画の名称で、レティクル座ゼータ連星系の惑星セルポへ、アメリカ軍人12名を交換留学に出したというプロジェクトの事を指す。開始当初は、「プロジェクト・クリスタルナイト」と呼ばれていたとも伝えられている。

## 概要
この情報は、「アメリカ国防情報局（Defense Intelligence Agency, 略称：DIA）の元職員」と称する匿名の人物が2005年11月からUFO研究家らへ公開し始めたEメールにより一般に知られるところとなった。
この情報に因れば、一般に「ロズウェル事件」として知られている、1947年7月頃にアメリカ合衆国のニューメキシコ州ロズウェル近郊で発生した2機の宇宙船（UFO）の墜落事件で、宇宙船と共に回収された一人の生きた宇宙人の協力によりこのプロジェクトが実現したという。
この宇宙人は、「イーブ（EBE = Extraterrestrial Biological Entity / 地球外生命体すなわち宇宙人）」と呼ばれ、1952年に死亡するまでアメリカ合衆国内の秘密施設で生存したとされている。イーブ(セルポ星人)は宇宙船から回収された通信機器を始めとする各種機器の使用法を地球人に説明した結果、惑星セルポとの通信に成功し交換留学事業が開始される事となったという。
交換留学事業は、1965年から13年間、10人の男性と2名の女性から成る特別チームを、アメリカ合衆国から惑星セルポの宇宙船で惑星セルポに送ったとされる。情報によれば、留学チームの内1名は惑星セルポに到着前に宇宙船の中で死亡、そして1名が留学中に事故で死亡、2名は惑星セルポに残留を希望し居残り、8名が地球に帰還したという。帰還した8名は惑星セルポの2つの太陽の強力な紫外線と規定量を超える強い放射線を浴び続けた事による症状で2002年を最後に既に全員が死亡したとされている。
2007年6月14日に日本テレビより放送された「ガリレオの遺伝子」によれば、惑星セルポには約65万人のイーブ(セルポ星人)がいる。惑星セルポには2つの太陽があり、そのうちの1つは地球を照らす太陽よりもはるかに大きいものらしく、この2つの太陽は同時に沈まず夜はないとされている。
詳しい内容は、日本語訳サイト https://serpo.ally.jp/ h を参照。

## 原文
公開されたEメールの原文(英語)は、http://www.serpo.org/ にて誤字も含めた全文が公開されている。日本語に翻訳したものはhttps://serpo.ally.jp/にて公開されている。